# Богатинов, Мартин
Мартин Богатинов (макед. Мартин Богатинов; 26 апреля 1986, Кратово, СФРЮ) — македонский футболист, вратарь кипрского клуба «Этникос» (Ахна). Выступал за национальную сборную Северной Македонии.

## Биография

### Клубная карьера
В 2005 году начал карьеру в клубе «Силекс» из города Кратово. В команде играл на протяжении двух лет и сыграл в чемпионате Македонии 33 матча. Летом 2007 года он перешёл в «Вардар», но вскоре был отдан в аренду в «Цементарницу». В «Цементарнице» выступал около полугода и сыграл в 12 матчах. После Богатинов не смог закрепиться в «Вардаре», сыграв за команду всего в 2 матчах. Позже он выступал за клуб «Тетекс» из города Тетово.
Летом 2009 года он перешёл в «Работнички». 23 июля 2009 года он дебютировал в еврокубках в победном матче квалификации Лиги Европы против североирландского «Крузейдерса» (4:2), в том матче Мартин Богатинов пропустил мячи от Джордана Оуэнса и Мартина Доннелли. В сезоне 2009/10 «Работнички» заняли 2-е место в чемпионате Македонии, уступив лишь «Ренове», в Кубке Македонии команда дошла до финала, где проиграла «Тетексу» (2:3). Летом 2010 года сыграл в 5 матчах квалификации Лиги Европы, в 3 раунде «Работнички» проиграли «Ливерпулю» (4:0 по сумме двух матчей) и вылетели из турнира. По итогам 2010 года Мартин Богатинов был назван лучшим игроком чемпионата Македонии.
В январе 2011 года появилась информация о том, что Богатинов перейдёт во львовские «Карпаты», также на него претендовали клубы из Азербайджана и России. 23 января 2011 года официальный сайт «Карпат» подтвердил его переход в стан команды, контракт с ним заключён по схеме «3+2». Клуб за его трансфер заплатил 150 тысяч евро. В Премьер-лиге Украины дебютировал 6 марта 2011 года в выездном матче против киевского «Арсенала» (2:2), Богатинов в этом матче пропустил два гола от Йонуца Мазилу и Ролана Гусева. В сезоне 2010/11 «Карпаты» заняли 5 место, что позволило в следующем сезоне выступать в Лиге Европы. Богатинов провёл 8 матчей, в которых пропустил 11 мячей.
27 мая 2013 года выставлен на трансфер. В ноябре 2013 года получил статус «свободного агента» и покинул клуб.
12 января 2014 года подписал контракт с румынским клубом «Стяуа». Не сумев закрепиться в основе и составить конкуренцию другим вратарям, покинул Румынию и в июне 2014 года перешёл в кипрский «Эрмис».

### Карьера в сборной
17 ноября 2010 года дебютировал в национальной сборной Македонии в товарищеском матче против Албании (0:0), Богатинов вышел на 87 минуте вместо Эдина Нурединовского. В следующей раз он сыграл 22 декабря 2010 года в выездном товарищеском матче против Китая (1:0), Богатинов отыграл весь матч, а на 90 минуте он пропустил гол от Дэн Чжухианга.
Впервые в официальной встрече он сыграл 4 июня 2011 года в рамках отборочного турнира на чемпионат Европы 2012 на Украине и в Польше, в домашнем матче против Ирландии (0:2), Богатинов отыграл всю игру, на 8 и 37 минуте он пропустил мячи от Робби Кина.

## Достижения

### Клубные
- Серебряный призёр чемпионата Македонии: 2009/10
- Финалист Кубка Македонии: 2009/10

### Личные
- Лучший игрок чемпионата Македонии: 2010